# Рыткучи
Рыткучи (чук. Ырыткучьын) — чукотское национальное село в Чаунском районе Чукотского автономного округа России. До 2015 года образовывало сельское поселение Рыткучи.
Название в переводе с чукотского Ырыткучьын означает «стрело́к» или «стрельбищное» (от чук. ырыткук- «стрелять» + -чьын «средство»).

## Географическое положение
Расположено на берегах одноимённой реки у вершины Чаунской губы. Изначально село находилось в низовье реки Чаун, где в 1934 году была основана Чаунская культбаза. В 1950-х гг. его перенесли в устье реки Чаун. Расстояние до города окружного значения — 554 км.

## Население
| 2002 | 2010 | 2012 | 2013 | 2014 | 2015 | 2017 |
| ---- | ---- | ---- | ---- | ---- | ---- | ---- |
| 509  | ↗517 | ↘495 | ↘483 | ↘472 | ↘464 | ↘455 |
| 2020 | 2021 |      |      |      |      |      |
| ↗463 | ↘396 |      |      |      |      |      |

## Транспорт
С административным центром района село связано 120-километровым автозимником, время в пути составляет два с лишним часа. С 2016 года проводятся инженерные изыскания по трассе предполагаемой круглогодичной грунтовой автодороги. В период летней навигации связь с селом осуществляется морским и авиа путями.
В Рыткучи с мая по декабрь осуществляются авиарейсы вертолёта Ми-8 периодичностью 1-4 раза в месяц.

## Экономика и социальная инфраструктура
Основной вид деятельности местных жителей — оленеводство и рыболовство. В селе находится забойный пункт муниципального предприятия СХП «Чаунское».
Недалеко от села располагалась единственная в мире высокоширотная специализированная полевая гельминтологическая станция.
В селе имеются: средняя школа, спортзал, отделение Певекской детской школы искусств, детский сад «Ручеёк», участковая больница, узел связи, этнографический музей, библиотека, Дом Культуры, магазин, почтовое отделение.
С 1944 года в селе действует метеорологическая станция М-2 «Усть-Чаун».
Улицы: Мира, Озёрная, Советская.

## Культура
Рыткучи знаменито тем, что здесь бережно хранят традиции и обряды чукотского народа. Создатель местного национального ансамбля «Йыӈэттэт» (чукот. — «северное сияние»), сказительница, исполнительница песен и танцев Клавдия Сергеевна Геутваль, каждое лето ставила на окраине села ярангу, жила в ней, пользуясь только традиционными предметами быта, и приглашала к себе в гости всех жителей. 
Сюда часто приезжают российские и иностранные учёные-этнографы, лингвисты, чтобы изучать традиционный уклад жизни и язык чукчей.

## Топографические карты
- Лист карты R-59-XXVII,XXVIII Рыткучи. Масштаб: 1 : 200 000. Состояние местности на 1980 год. Издание 1986 г.